# Сліпче
Сліпче (також Слепче, пол. Ślipcze) — село в Польщі, у гміні Грубешів Грубешівського повіту Люблінського воєводства. Населення — 375 осіб (2011).

## Історія

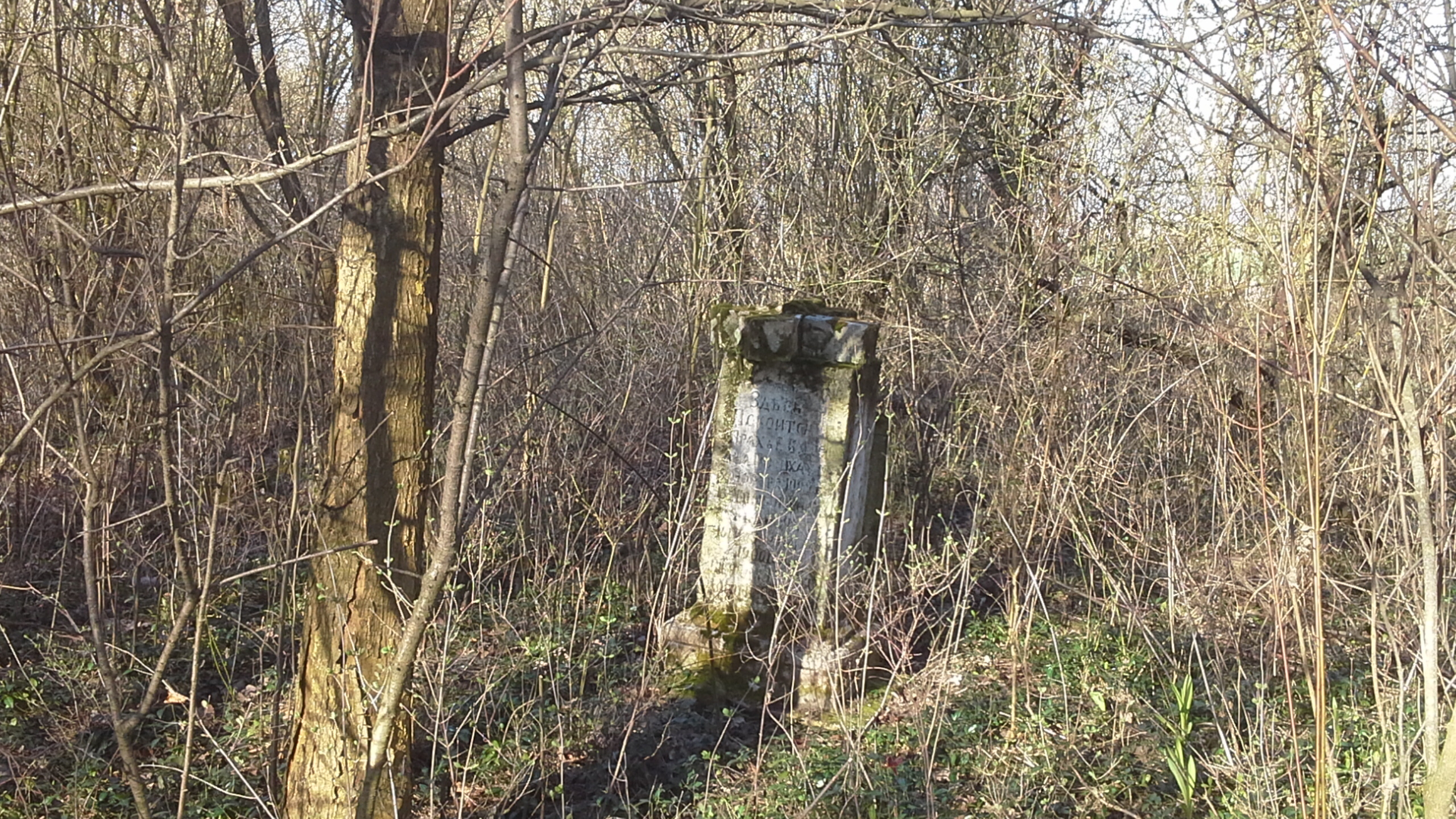
Православний цвинтар

Перша письмова згадка походить з грамоти 1376 року, коли князь Юрій Холмський подарував село церкві пресвятої Богоматері у Холмі.
Однак король Ян І Ольбрахт не зважив на це і подарував коло 1497 року село Якубу Сарницькому.
Податковий реєстр 1578 року фіксує православну церкву і корчму, а село уже було королівщиною. Прибутки з села становили 58 злотих 12 грошів, водночас селяни займали 5,75 лана (96,6 га) землі.
На зламі XVIII i XIX століть село перейшло в руки приватні, як і більшість давніх королівщин (у 1846 році належала Цємнєвським).
Перепис 1827 року налічив 65 будинків і 423 мешканці, які, крім рільництва, займалися виробленням грубого полотна.
За даними етнографічної експедиції 1869—1870 років під керівництвом Павла Чубинського, у селі проживали греко-католики, які розмовляли українською мовою.
На початку ХХ ст. тут існувала давня дерев'яна післяуніатська церква з 1760 року.
Перепис 1921 року налічив 42 будинки та 351 мешканця, з них 31 єврей і 310 українців.
1816 — греко-католицький парох Матвій Полухотович 1770—1828
1863 — греко-католицький священник, Лишкевич Григорій, 1797—1869, син Теодора
1927—1930 — православний священник був Ілля Сегеда, пізніше його перевели до Черничина.
У липні-серпні 1938 року польська адміністрація в рамках великої акції руйнування українських храмів на Холмщині і Підляшші знищила місцеву православну церкву.
19 березня 1944 року на село напала польська банда і вбила 9 українців.
16-20 червня 1947 року під час операції «Вісла» польська армія виселила зі села на приєднані до Польщі північно-західні терени 6 українців. У селі залишилося 170 поляків. Ще 6 невиселених українців підлягали виселенню.
У 1975—1998 роках село належало до Замойського воєводства.

## Населення
Демографічна структура станом на 31 березня 2011 року:
|          | Загалом | Допрацездатний вік | Працездатний вік | Постпрацездатний вік |
| -------- | ------- | ------------------ | ---------------- | -------------------- |
| Чоловіки | 185     | 36                 | 124              | 25                   |
| Жінки    | 190     | 42                 | 99               | 49                   |
| Разом    | 375     | 78                 | 223              | 74                   |

## Сліпче на мапах

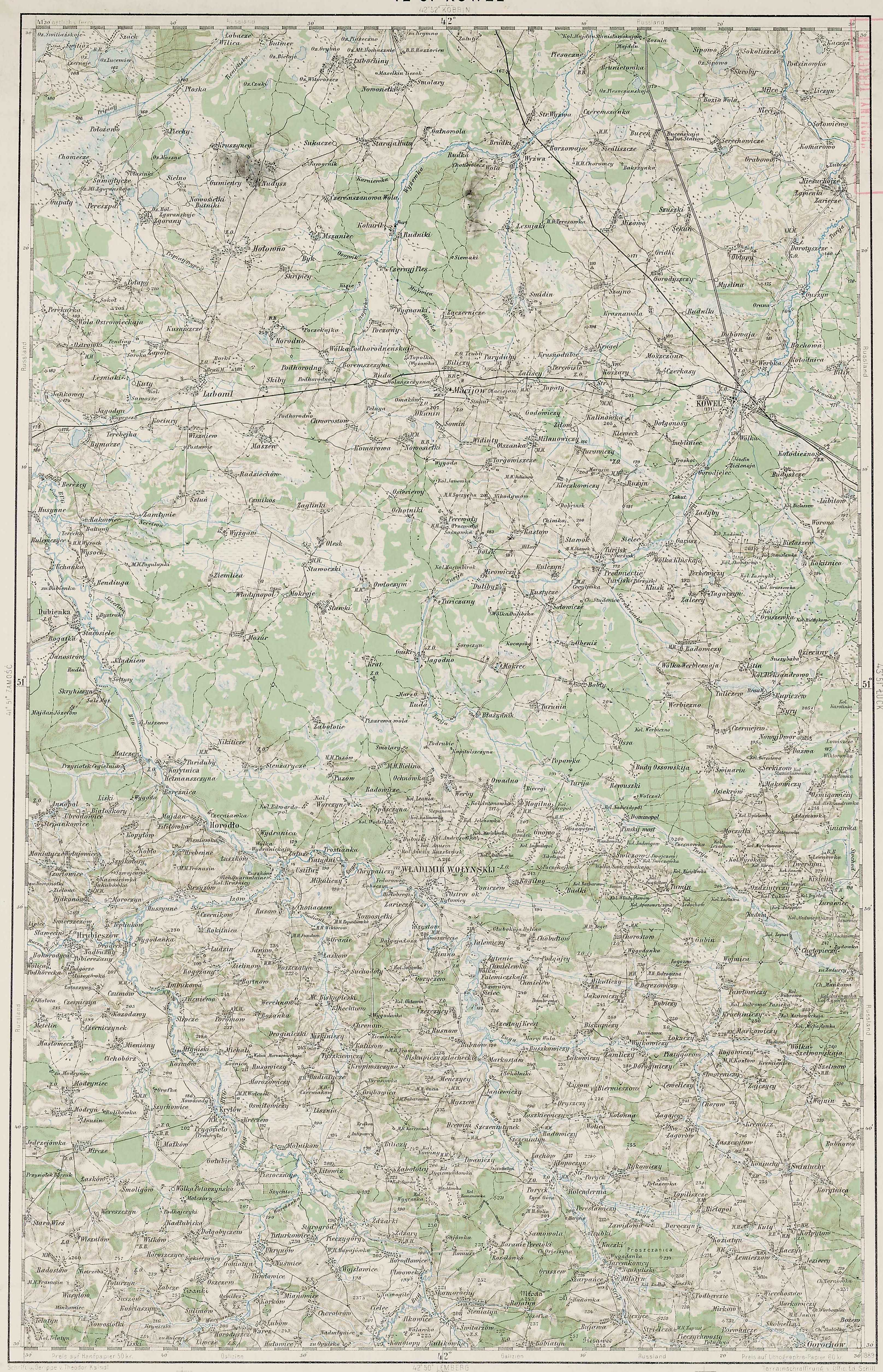
с.Сліпче на військовій мапі Австро-Угорської імперії з 1889р.
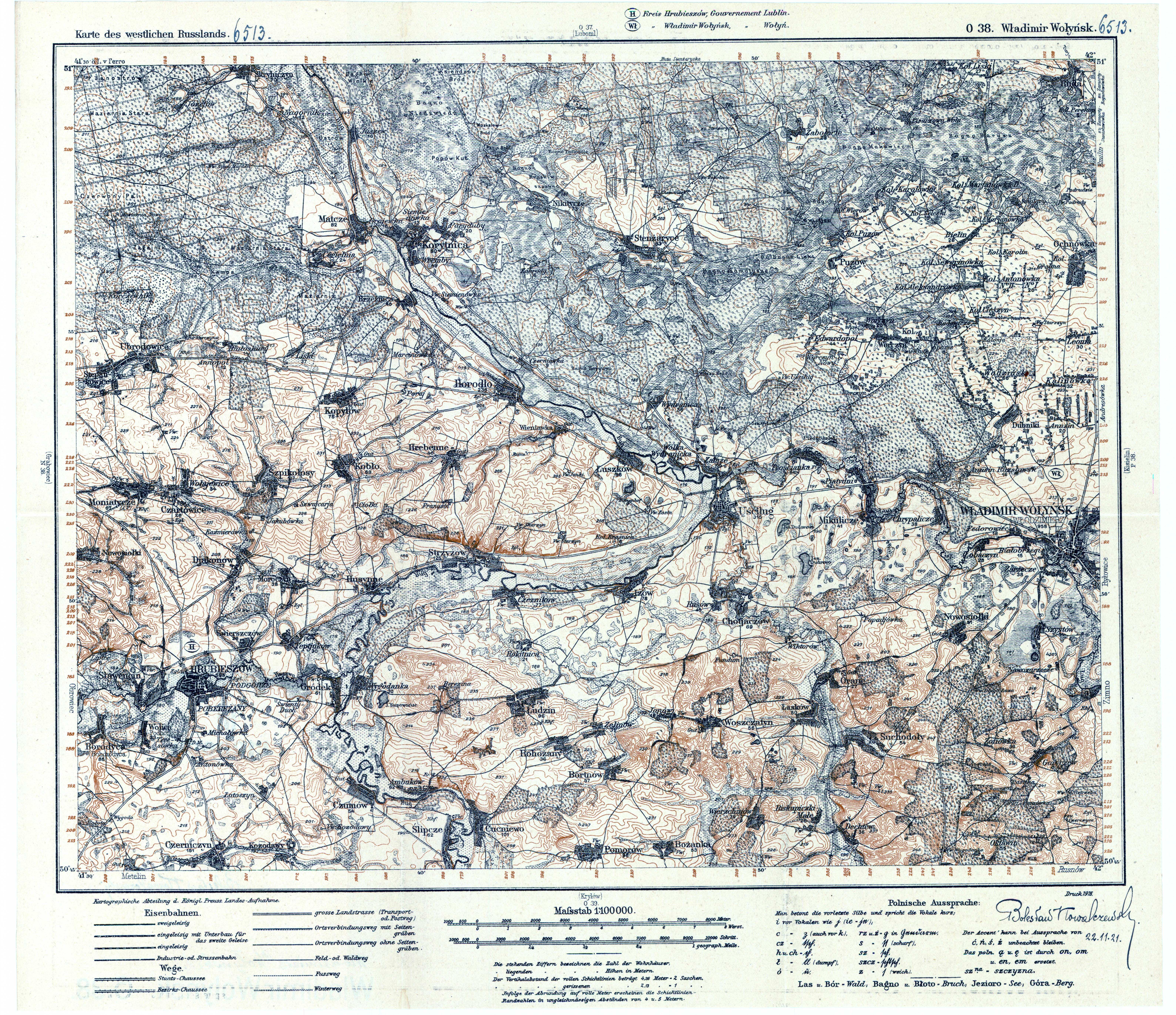
с.Сліпче на німецькій військовій мапі з 1915 року
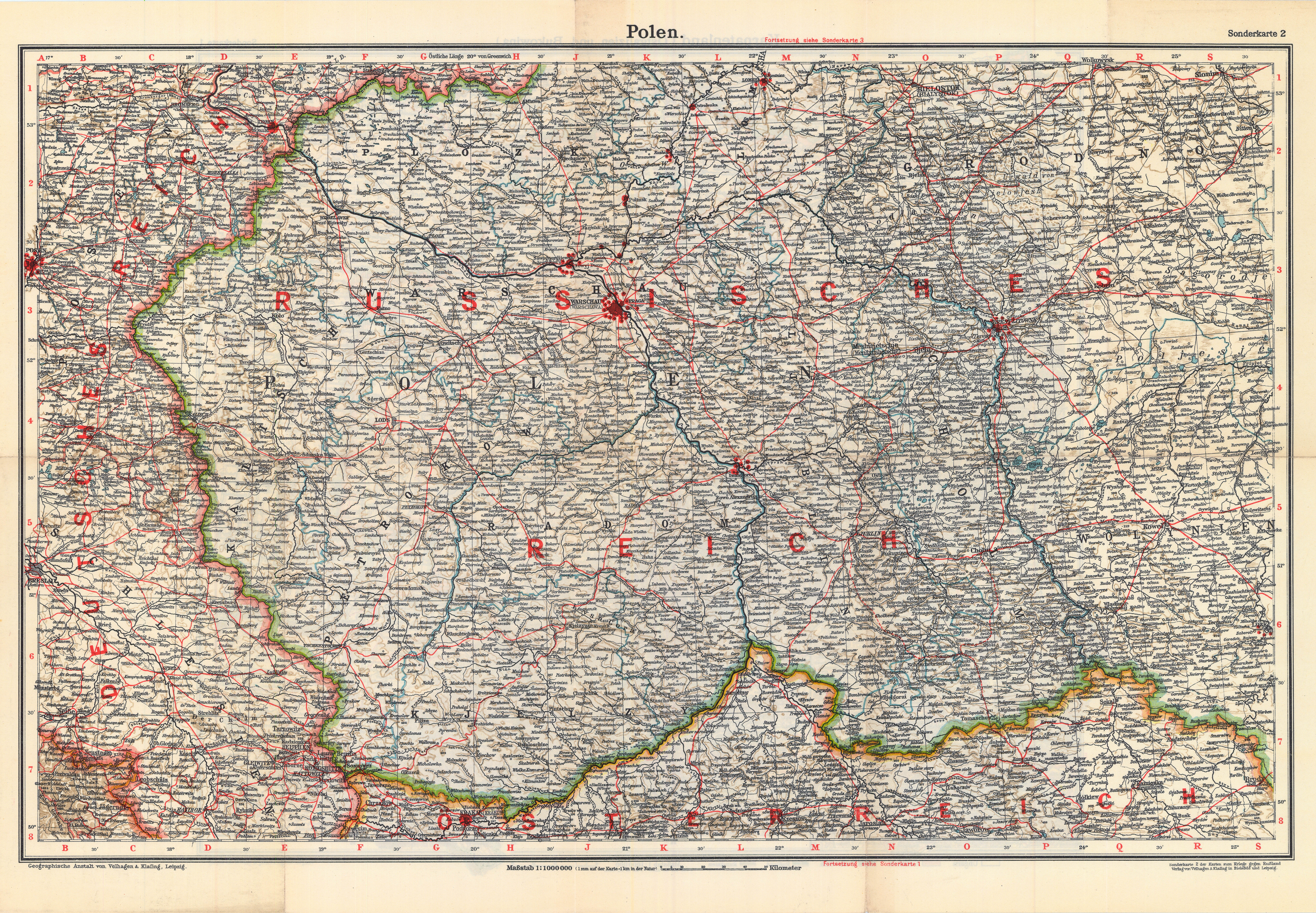
с.Сліпче на військовій німецькій мапі з 1916р
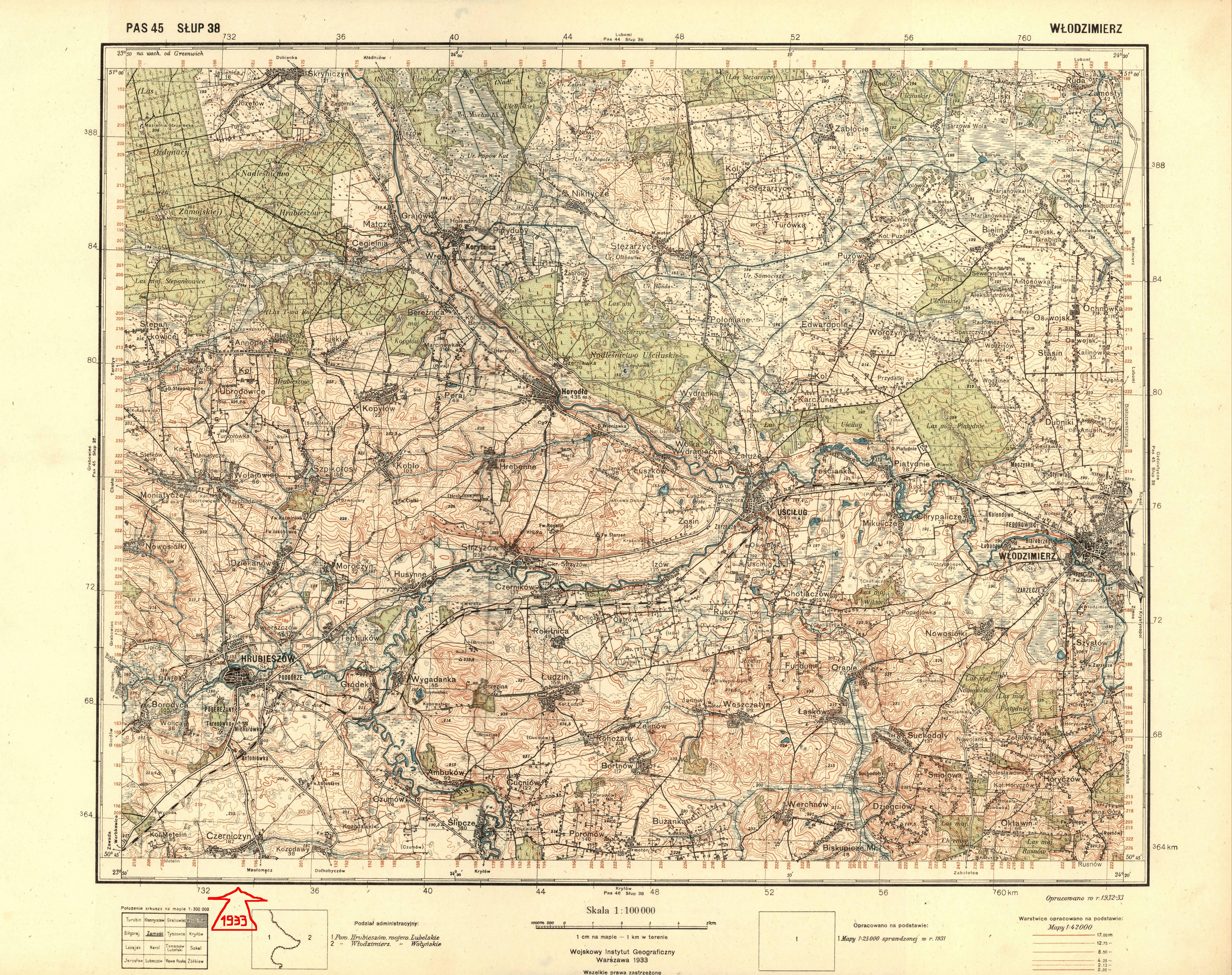
с.Сліпче на мапі польського військового географічного інституту 1933р.
с.Сліпче на окупаційній німецькій мапі з 1940 р.
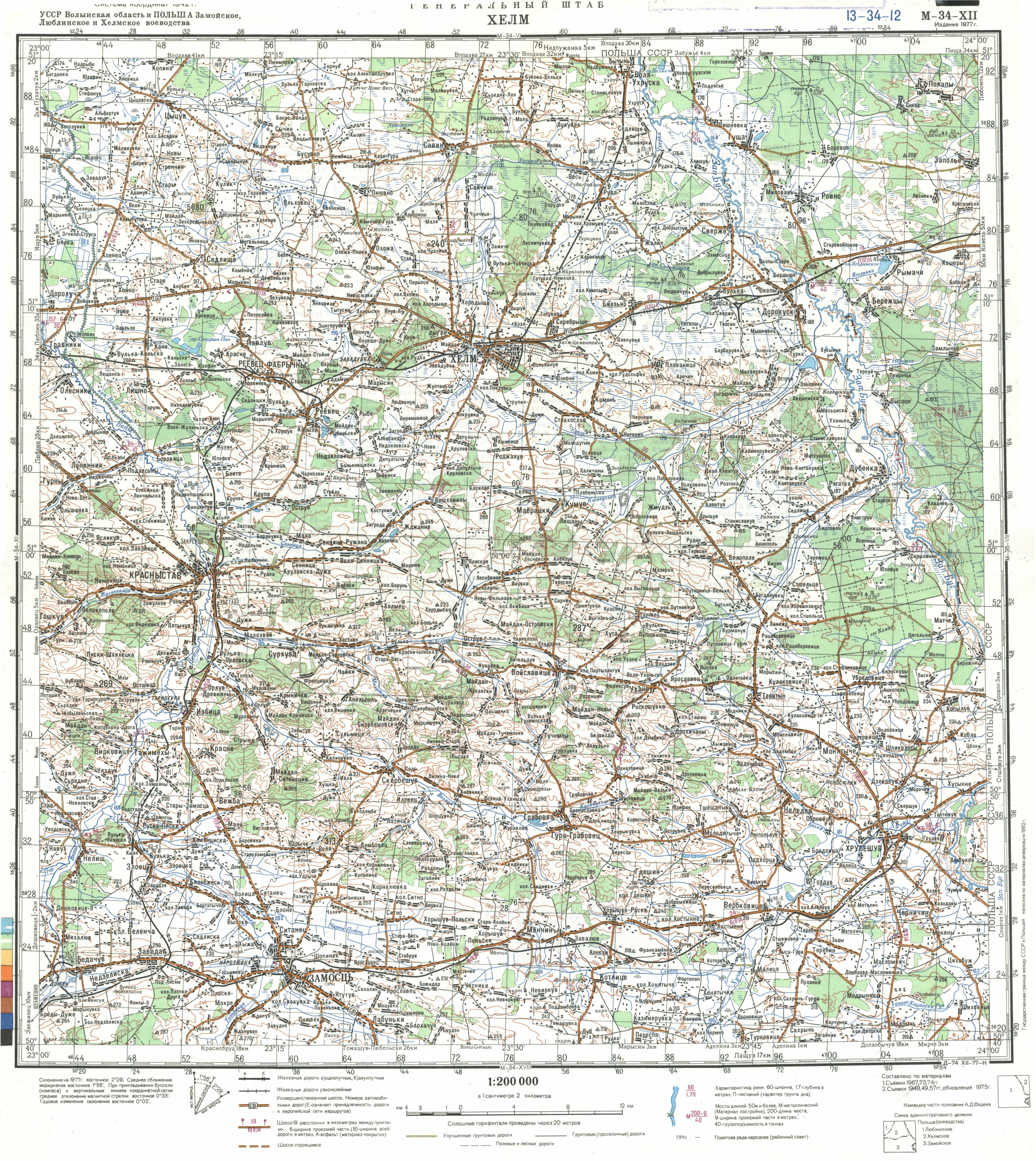
с.Сліпче на мапі Генерального Штабу СРСР з 1977р.]]